# Armeniska Riksförbundet i Sverige
Armeniska Riksförbundet i Sverige, förkortas ARS, består av 14 armeniska föreningar (2013). Förbundet som grundades 1993 är partipolitiskt och religiöst obundet och är öppen för alla armeniska organisationer i Sverige. Förbundet ger även ut tidskriften Nor Horizon på svenska och armeniska. 
Riksförbundet arbetar med flera frågor som berör armenier i Sverige, såväl samtida som historiska. Bland annat är de adjungerade i Svenska stödkommittén för mänskliga rättigheter i Turkiet (SSKT)som är en interparlamentarisk arbetsgrupp bestående av riksdagsledamöter från samtliga partier i den svenska riksdagen.   
Armeniska riksförbundet närvarar varje år vid minnesdagen, den 24 april, av högtidlighållandet av det armeniska folkmordet. 
Riksförbundet har de senaste åren satsat på IT och planerar att lansera tidningen Nor Horizon på nätet. Riksförbundet finns även på Youtube och Facebook. 
ARS fick statsbidrag på runt 280 000 SEK årligen 2011-2017 ifrån Myndigheten för ungdoms- och civilsamhällesfrågor (MUCF).

## Tidningen Nor Horizon
Riksförbundet ger ut tidningen Nor Horizon. 

## Utgivna böcker
- Avedian Vahagn, red (2010). Armeniska folkmordet 1915: frågor och svar (3. uppl.). Järfälla: Armeniska riksförbundet i Sverige. Libris 12015215. ISBN 978-91-633-7073-1
- Avedian Vahagn (2012). Konflikten om Nagorono-Karabach (1. uppl.). Järfälla: Armeniska riksförbundet i Sverige. Libris 13551942. ISBN 978-91-633-7074-8
- Avedian Vahagn (2015). Armeniska folkmordet 1915: 100 frågor och svar. Järfälla: Armeniska riksförbundet i Sverige. Libris 18443980. ISBN 978-91-981626-1-5
- Avedian Vahagn, red (2015). Armin T. Wegner: Utdrivningen av det armeniska folket i öknen. Järfälla: Armeniska riksförbundet i Sverige. Libris 17773198. ISBN 978-91-981-6260-8

## Siluett av berget Ararat i logotypen
I riksförbundets logotyp syns siluetten av armeniernas heliga berg Ararat sett från Armeniens huvudstad Jerevan.

## Medlemsföreningarna år 2013
- Armeniska kulturföreningen Ararat i Västerås
- Hayastan - All Armenian fund, Himnadram
- HOM Stockholm
- HOMENTEMEN, Stockholm]
- HOMENETMEN, Södertälje
- HOMENETMEN, Västerås
- Armeniska Kulturföreningen i Trollhättan
- Ararat Armeniska Föreningen i Örebro
- Armeniska IFK (idrott, fritid & kultur) Stockholm
- Ararat AIK (Armenisk Idrottsklubb) i Uppsala
- Raffi Kulturförening i Uppsala
- Armeniska Akademikerföreningen i Sverige
- Shirak
- Armeniska kulturföreningen i Jönköping